# هتل گیوورا
هتل گیوورا (به عربی: فندق جیفورا) یک هتل به بلندی ۳۵۶ متر (۱٬۱۶۸ فوت) در امتداد جاده شیخ زاید در شهر دبی است. این هتل با این ارتفاع و طبق رکوردهای گینس، عنوان بلندترین هتل آسمان‌خراش داراست. این هتل یک هتل چهار ستاره است که در فوریه ۲۰۱۸ پس از یک دوره ساخت و ساز دوازده ساله، افتتاح شد. این هتل دارای ۵۲۸ اتاق است که در بیش از ۷۵ طبقه و با امکاناتی از جمله رستوران‌ها و استخر (واقع در بالای ساختمان پارکینگ آن) ساخته شده‌است.
هتل گیوورا نزدیک به مرکز مالی بین‌المللی دبی و ایستگاه مترو مزبور، برج رز و برج‌های امارات است. هتل حدود ۱ مایل (۱٫۶ کیلومتر) با برج خلیفه و دبی مال فاصله دارد.

## تاریخچه

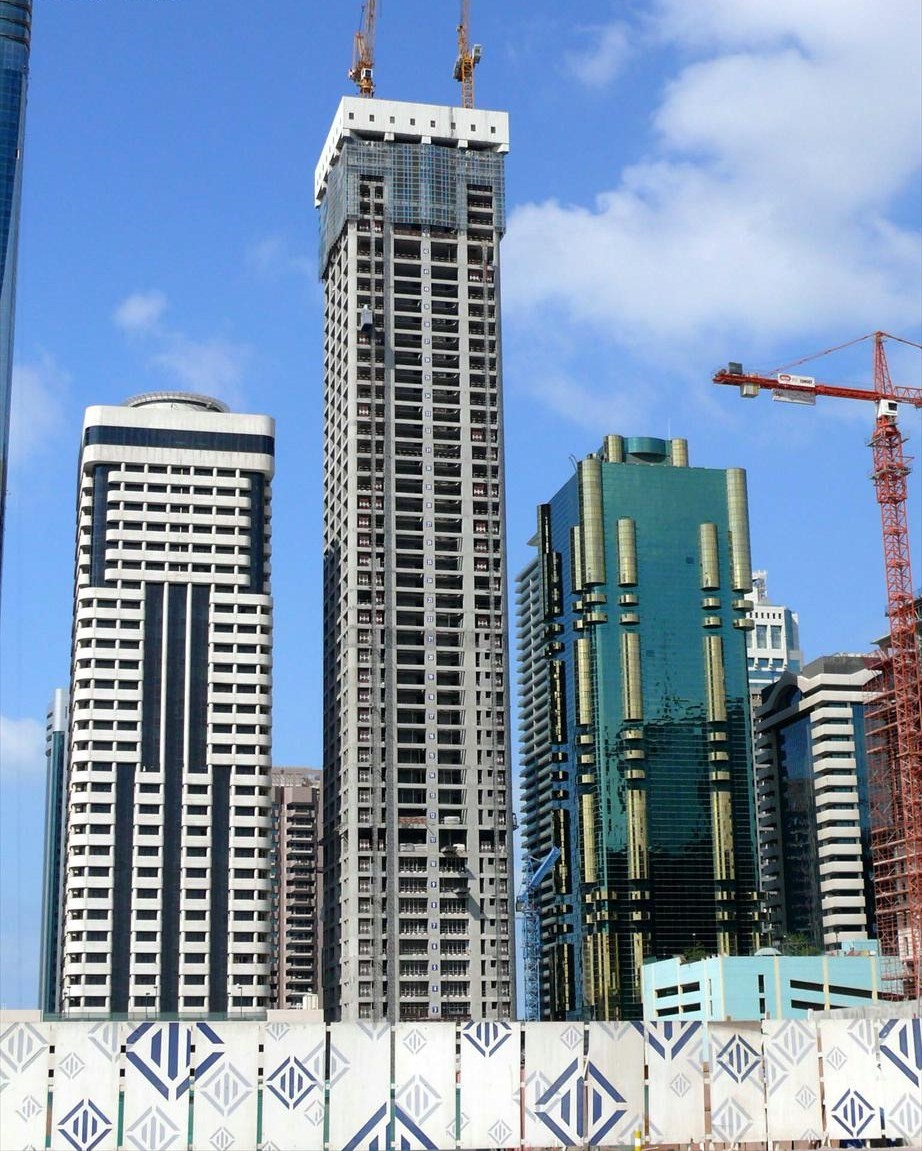
ساخت هتل گیوورا در ژانویه سال ۲۰۰۸ که تقریباً به طبقه ۵۰ رسیده‌بود.

ساخت این ساختمان در سال ۲۰۰۵ با املاک العطار به عنوان توسعه دهنده آغاز شد. در مرحله ساخت، این بنا به نام رئیس شرکت توسعه، به برج احمد عبدالرحیم العطار معروف شد. این ساختمان توسط شرکت معماری و مهندسی دفتر عدنان صفارینی طراحی شده‌است، اما تحت مجوز شرکت مشاوران مهندسی التورات ثبت شده‌است. پیمانکاران این بنا شامل پیمانکاری عمومی الفرعا، پیمانکاری نارسسکو و پیمانکاری کاترپیلار بودند. این شرکت توسط شرکتهای مهندسی و مشاوران خلیج فارس (ساختمانی) و مهندسی الکترومکانیک العطار (MEP) مهندسی شده‌است.

## معماری

هتل گیوورا و ساختمان پارکینگ آن (نارنجی) از طریق یک پل هوایی متصل شده‌است.

هتل گیوورا از یک ساختمان هتل اصلی و یک ساختمان پارکینگ تشکیل شده‌است. ساختمان اصلی دارای ارتفاع معماری ۳۵۶٫۳۳ متر (۱٬۱۶۹٫۱ فوت) است که با توجه به رکورد جهانی گینس، آن را به بلندترین ساختمان هتل تبدیل کرده‌است. دارنده رکورد قبلی جی‌دبلیو ماریوت مارکوئیز دبی بود با حدود ۱ متر (۳ فوت) کمتر، که در حدود ۲ مایل (۳٫۲ کیلومتر) در جنوب غربی این هتل واقع است. سومین هتل بلند جهان نیز برج رز است با ۳۳۳ متر (۱٬۰۹۳ فوت) بلندی که آن هتل نیز در مجاورت همین هتل واقع شده‌است. هتل گیوورا علاوه بر بلندترین هتل، هشتمین ساختمان بلند تکمیل شده در دبی، نهمین ساختمان بلند در امارات متحده عربی و در بین ۵۰ ساختمان بلند جهان است.

## هتل

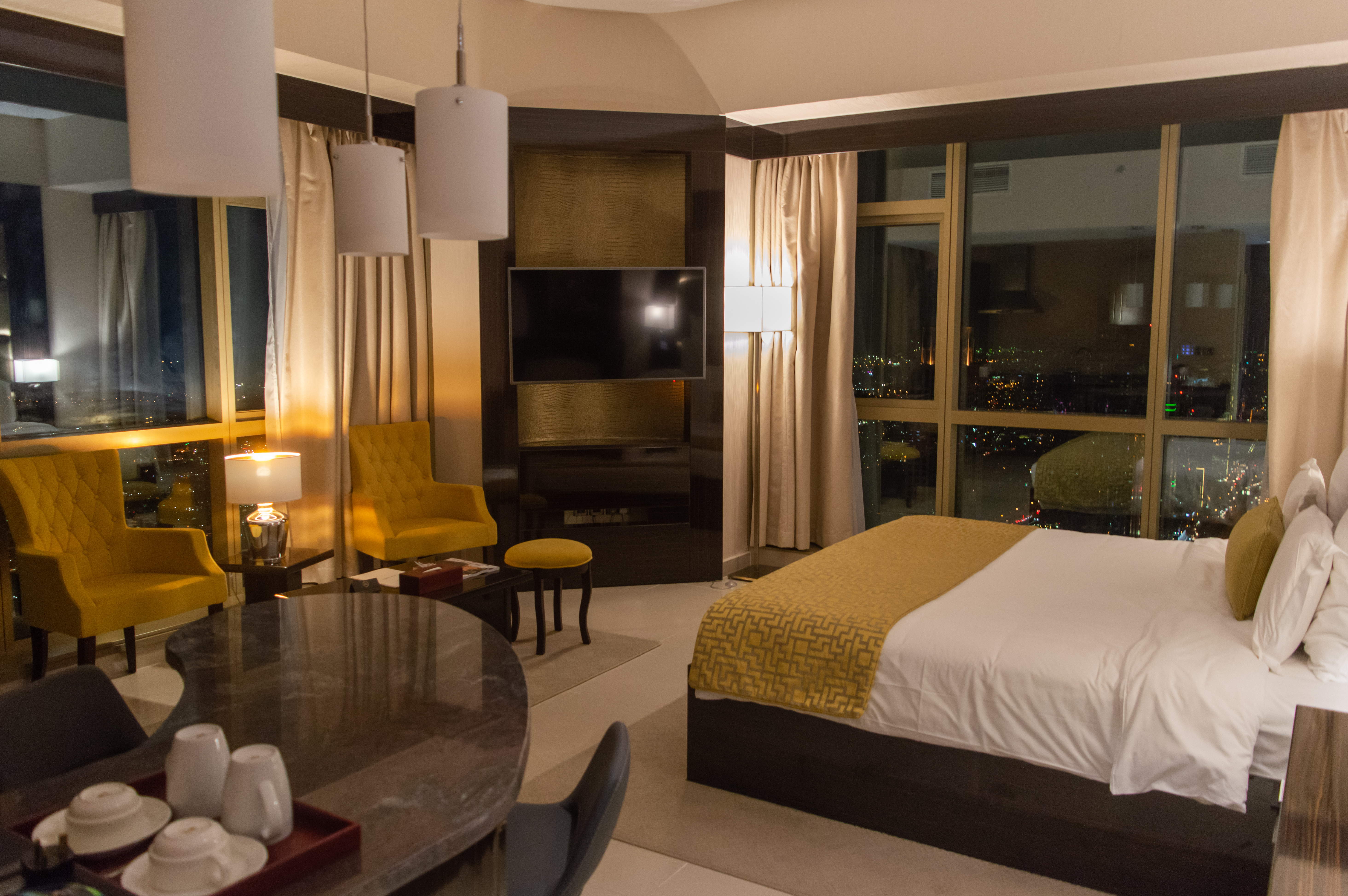
یک اتاق دونفره در طبقه ۶۸

ورودی هتل چهار ستاره گیوورا از طریق لابی به طبقه اول وارد شده‌است. این لابی با استفاده از اجزایی از سنگ مرمر و طلایی‌رنگ تزئین شده‌است. پلاک گینس رکورد جهانی با بیان اینکه هتل گیوورا بلندترین هتل است، در لابی نیز نمایش داده می‌شود. ۵۲۸ اتاق در بالای لابی واقع شده‌اند. کوچکترین اتاق‌ها شامل ۲۳۲ اتاق دونفره با اندازه ۴۶ متر مربع (۵۰۰ فوت مربع) است. سوئیت‌های یک خوابه بزرگتر هستند که از بین آنها ۲۶۴ نمونه وجود دارد و اندازه آنها ۶۲ متر مربع (۶۷۰ فوت مربع) است. ۳۲ سوئیت با دو اتاق خواب، هر کدام ۸۵ متر مربع (۹۱۰ فوت مربع) نیز موجود است.

### طبقات
| کف      | توضیح                                                         |
| ------- | ------------------------------------------------------------- |
| HC      | اسپا و پشت‌بام                                                 |
| M3      | طبقه تأسیسات                                                  |
| ۴۳–۷۲   | اتاق‌های هتل                                                   |
| M2      | طبقه تأسیسات                                                  |
| ۱۳–۴۱   | اتاق‌های هتل                                                   |
| ۱۲      | پل هوایی، استخر، مرکز تناسب اندام، اتاق ملاقات، فروشگاه هدایا |
| M1      | طبقه تأسیسات                                                  |
| ۱–۱۰    | اتاق‌های هتل                                                   |
| M       | نیم‌آشکوب (آشپزخانه گورورا)                                    |
| G       | طبقه همکف (لابی و کافه ویرون)                                 |
| B1 – B2 | طبقه زیرزمین                                                  |

## نگارخانه

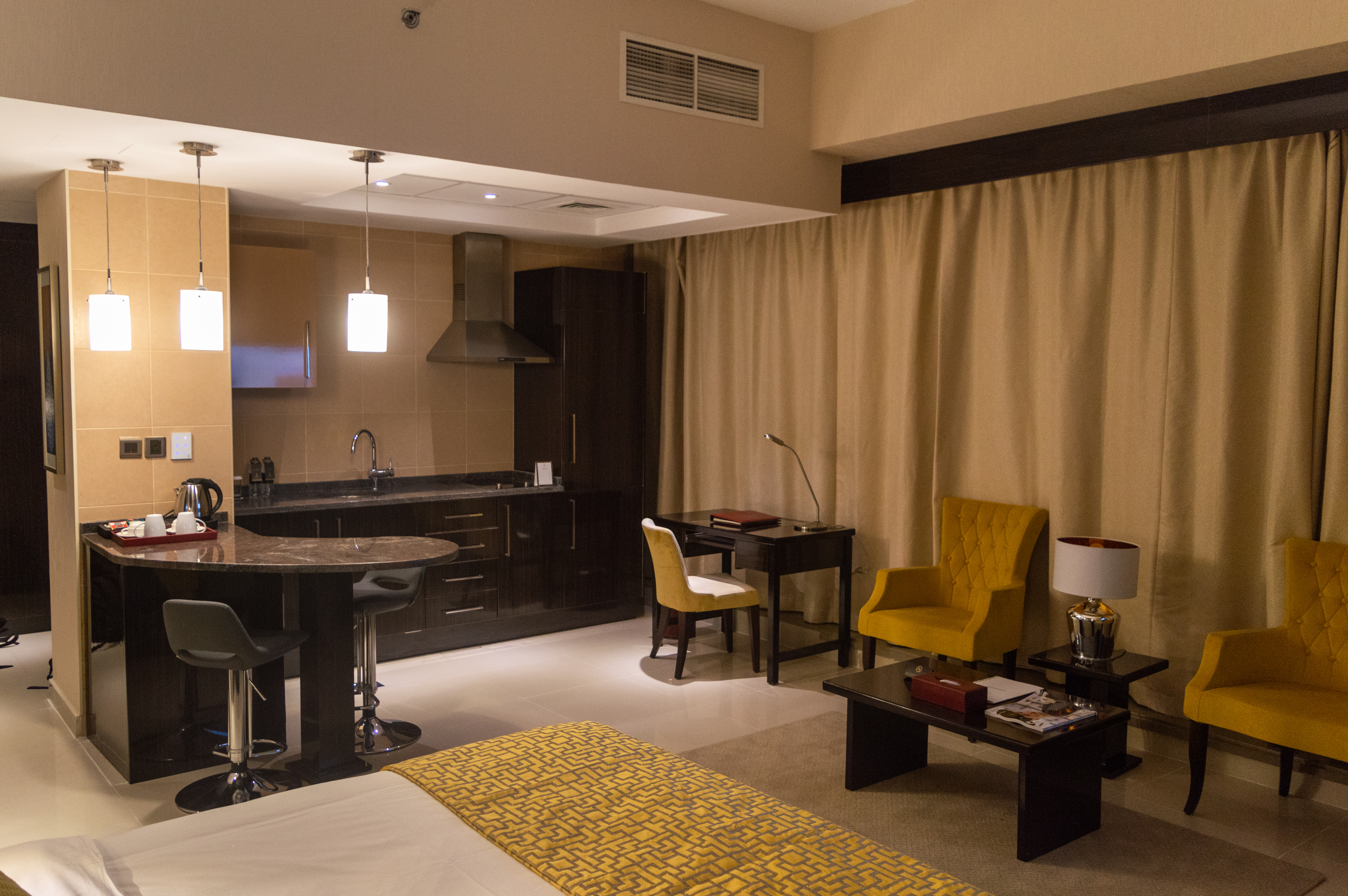
نمونه اتاق
لابی هتل
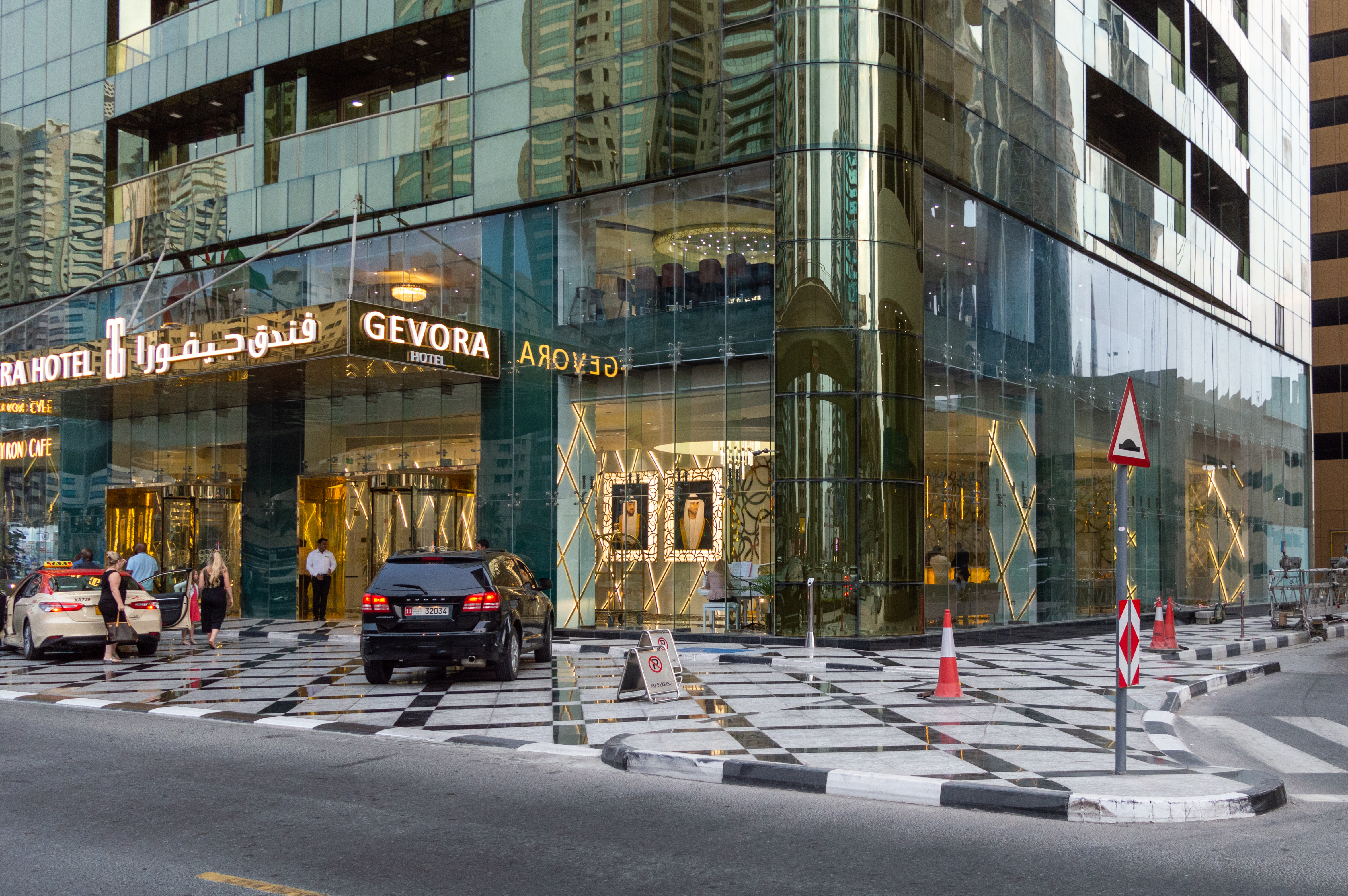
ورودی هتل